# Mikasa (schip, 1902)
De Mikasa is een slagschip van de Japanse Keizerlijke Marine. Het schip werd in 1898 besteld bij de Britse scheepswerf van Vickers in Barrow-in-Furness. In 1902 kwam het in dienst.
Tijdens de Russisch-Japanse Oorlog was de Mikasa het vlaggenschip van admiraal Heihachiro Togo. Het schip nam actief deel aan de strijd en nam deel aan de Slag bij Tsushima in 1905. Kort na de oorlog kwam door een ongeluk een munitiekamer tot ontploffing en zonk. Het duurde twee jaar voor het schip gerepareerd was. Het deed daarna vooral dienst bij de kustverdediging tijdens de Eerste Wereldoorlog en nam deel aan de Japanse expeditie in Siberië tijdens de Russische Burgeroorlog.
Zoals overeengekomen in het Verdrag van Washington werd het schip in 1923 uit dienst genomen. Het werd als museumschip gehandhaafd vanwege de belangrijke rol die het heeft gespeeld in 1905. Na een grote opknapbeurt ligt het schip in Mikasapark in Yokosuka en is te bezoeken. Het is het enige bewaard gebleven pre-Dreadnought slagschip ter wereld.

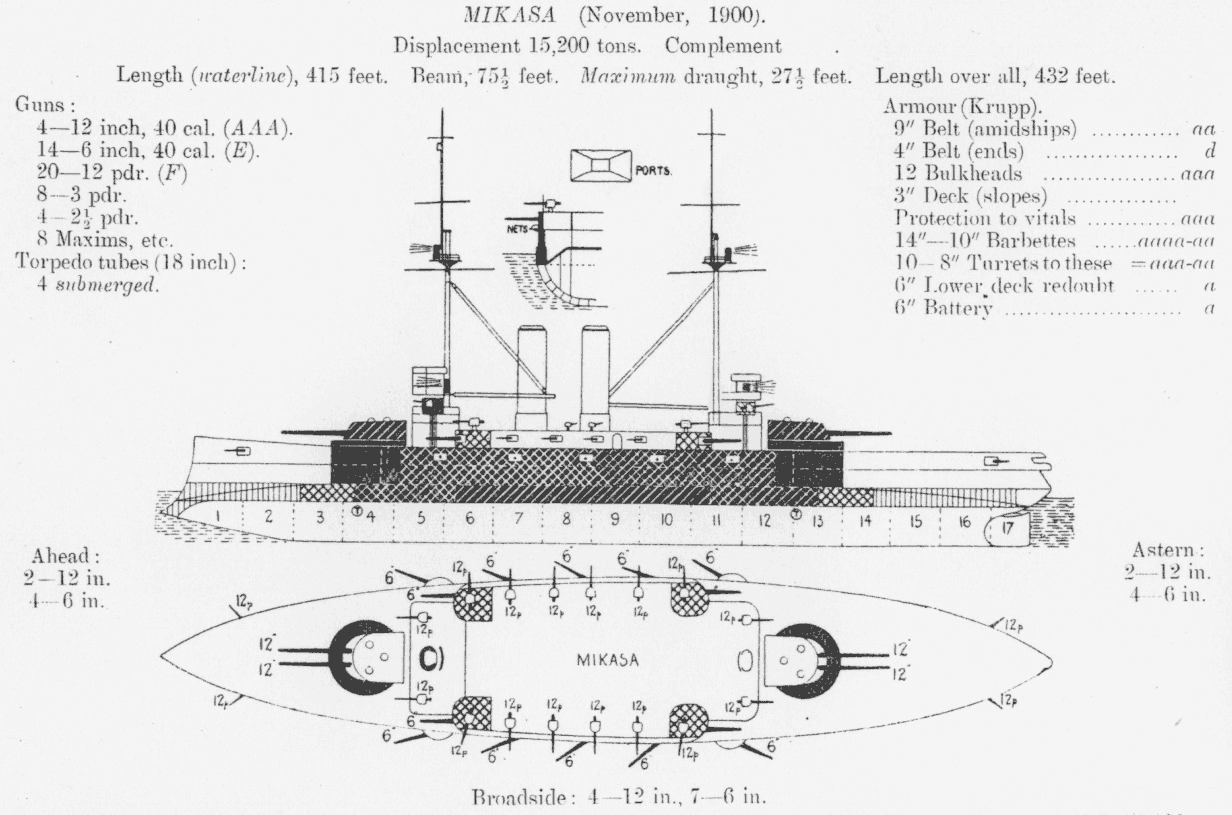
Tekening Mikasa
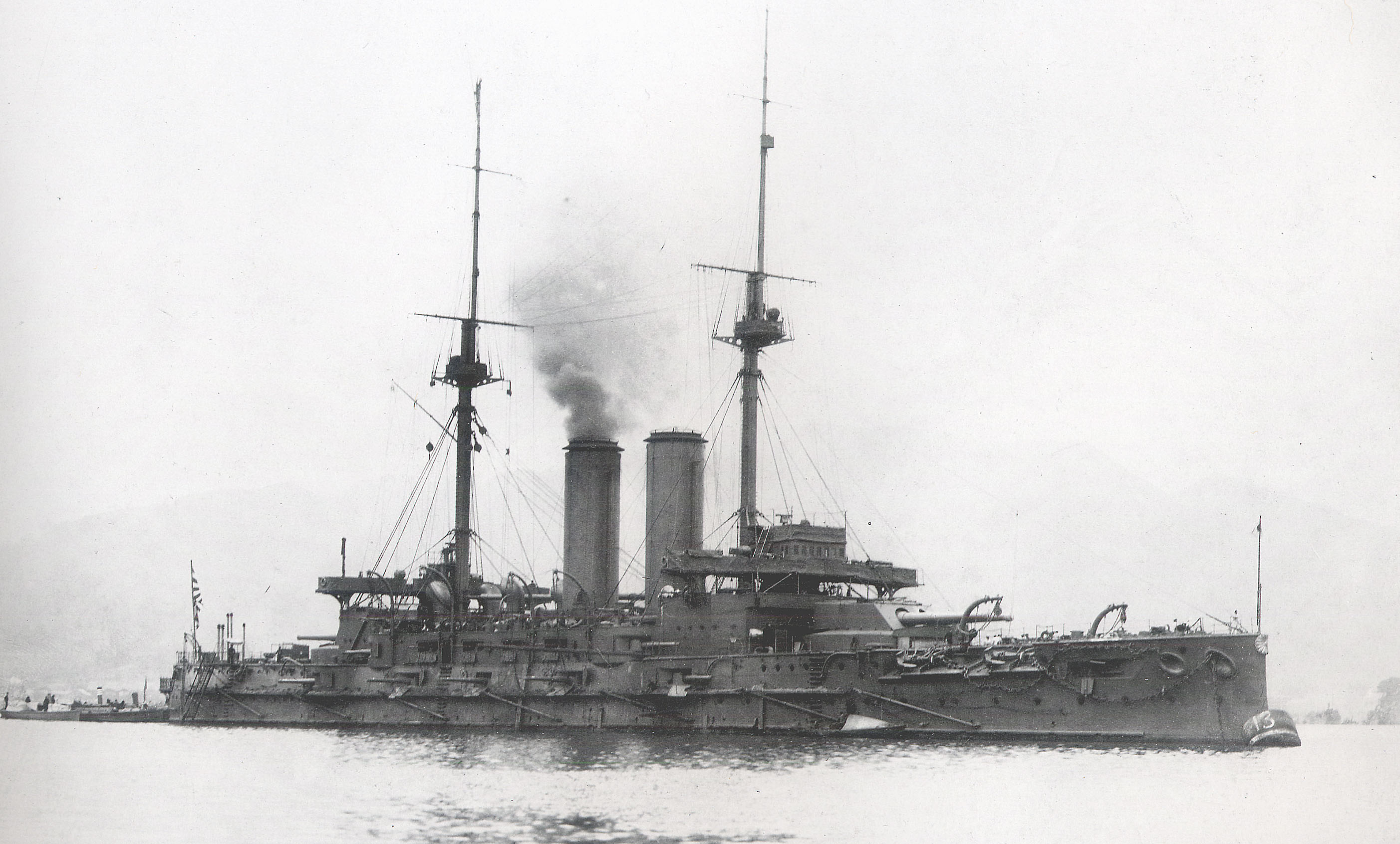
Mikasa in 1905
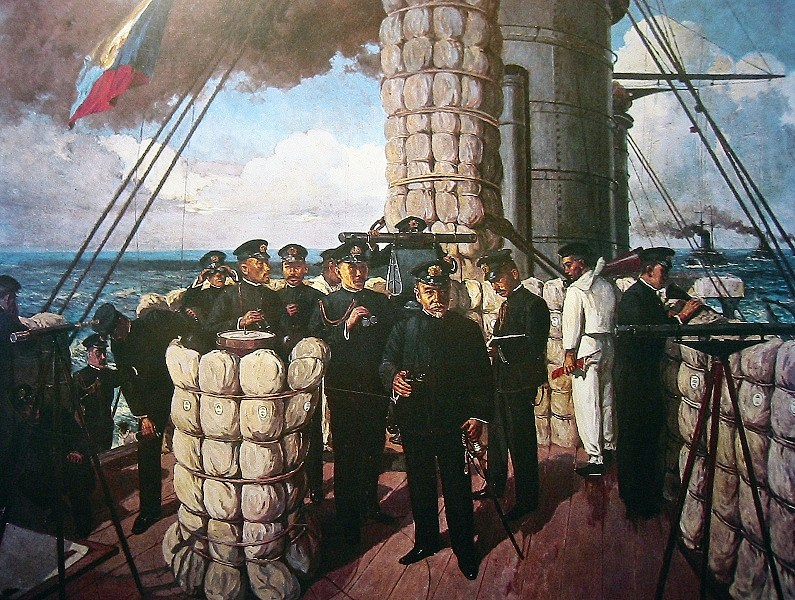
Admiraal Togo op de brug van Mikasa voor de slag bij Tsushima
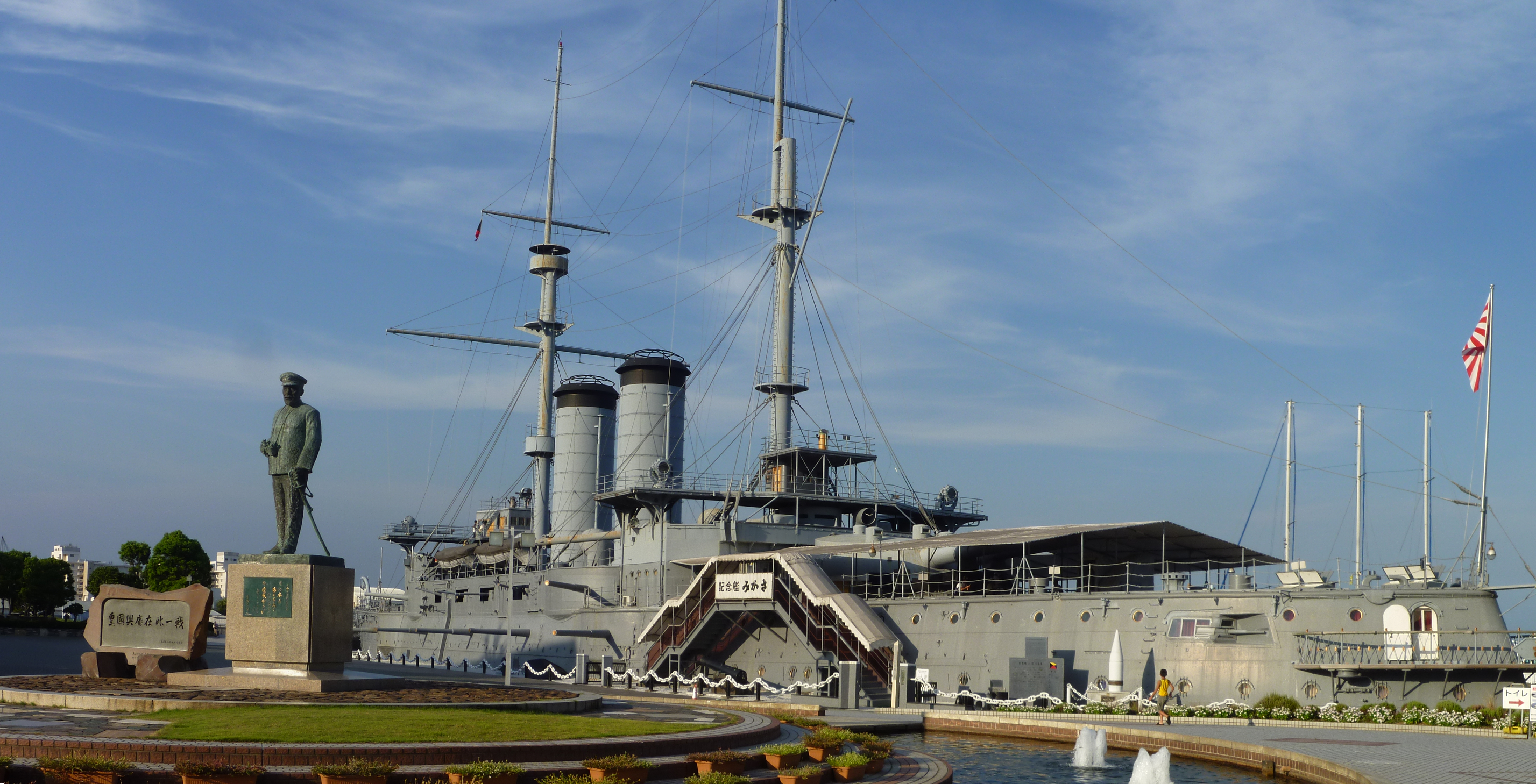
Museumschip Mikasa met links een standbeeld van admiraal Togo